# Leptin (hormon)
Leptin (grč. leptos - tanak) je proteinski hormon saa 16 kDa. On učestvuje u regulaciji unosa i potrošnje energije, putem uvećavanja apetita i metabolizma. On je jedan od najvažnijih hormona adipoznog porekla. Gen Ob(Lep) (Ob za engl. obese - gojazan) je lociran na hromozomu 7 kod čoveka.

## Otkriće
Efekti leptina su proučavani 1950-tih putem studiranja mutiranih gojaznih miševa, koji se nasumično javljaju u kolonijama miševa u Džeksonovoj laboratoriji. Ti miševi su bili izuzetno gojazni i  preterano alavi. Ultimatno, za više sojeva laboratorijskih miševa je utvrđeno da su homozigotni za jednu gensku-mutaciju koja je uzrokovala njihovu izuzetnu gojaznost. Oni se svrstavaju u dve klase: 
- , oni sa mutacijama gena za proteinski hormon leptin, i
- , oni sa mutacijama gena za receptor leptina.

Kad su ob/ob miševi tretirani injekcijama leptina, oni su izgubili njihovo suvišnu masnoću i vratili se na normalnu telesnu težinu.
Leptin je otkrio 1994. Džefri M. Fridman sa saradnicima na Rokfelerovom univerzitetu putem studija takvih miševa.

## Literatura
1. ↑  Zhang F; Basinski MB; Beals JM;  . (1997). „Crystal structure of the obese protein leptin-E100”. Nature. 387 (6629): 206—9. PMID 9144295. doi:10.1038/387206a0.
2. ↑  Brennan AM, Mantzoros CS (2006). „Drug Insight: the role of leptin in human physiology and pathophysiology--emerging clinical applications”. Nat Clin Pract Endocrinol Metab. 2 (6): 318—27. PMID 16932309. doi:10.1038/ncpendmet0196.
3. ↑  GreGreen ED, Maffei M, Braden VV, Proenca R, DeSilva U, Zhang Y, Chua SC Jr, Leibel RL, Weissenbach J, Friedman JM (1995). „The human obese (OB) gene: RNA expression pattern and mapping on the physical, cytogenetic, and genetic maps of chromosome 7”. Genome Res. 5 (1): 5—12. PMID 8717050. doi:10.1101/gr.5.1.5.
4. ↑  Ingalls AM, Dickie MM, Snell GD (1950). „Obese, a new mutation in the house mouse”. J. Hered. 41 (12): 317—8. PMID 14824537.
5. ↑  Zhang Y, Proenca R, Maffei M, Barone M, Leopold L, Friedman JM (1994). „Positional cloning of the mouse obese gene and its human homologue”. Nature. 372 (6505): 425—32. PMID 7984236. doi:10.1038/372425a0.

## Dodatna literatura
- Torday JS, Sun H, Wang L, Torres E, Sunday ME, Rubin LP (2002). „Leptin mediates the parathyroid hormone-related protein paracrine stimulation of fetal lung maturation”. Am. J. Physiol. Lung Cell Mol. Physiol. 282 (3): L405—10. PMC 2942763 . PMID 11839533.
- Torday JS, Rehan VK (2002). „Stretch-stimulated surfactant synthesis is coordinated by the paracrine actions of PTHrP and leptin”. Am. J. Physiol. Lung Cell Mol. Physiol. 283 (1): L130—5. PMID 12060569. doi:10.1152/ajplung.00380.2001.
- Dubey L, Hesong Z (2006). „Role of leptin in atherogenesis”. Exp Clin Cardiol. 11 (4): 269—75. PMC 2274849 . PMID 18651016.
- Friedman JM, Halaas JL (1998). „Leptin and the regulation of body weight in mammals.”. Nature. 395 (6704): 763—70. PMID 9796811. doi:10.1038/27376.
- Prolo P, Wong ML, Licinio J (1999). „Leptin.”. Int. J. Biochem. Cell Biol. 30 (12): 1285—90. PMID 9924798. doi:10.1016/S1357-2725(98)00094-6.
- Heshka JT, Jones PJ (2001). „A role for dietary fat in leptin receptor, OB-Rb, function.”. Life Sci. 69 (9): 987—1003. PMID 11508653. doi:10.1016/S0024-3205(01)01201-2.
- Janeckova R (2002). „The role of leptin in human physiology and pathophysiology.”. Physiological research / Academia Scientiarum Bohemoslovaca. 50 (5): 443—59. PMID 11702849.
- Lee DW, Leinung MC, Rozhavskaya-Arena M, Grasso P (2002). „Leptin and the treatment of obesity: its current status.”. Eur. J. Pharmacol. 440 (2-3): 129—39. PMID 12007531. doi:10.1016/S0014-2999(02)01424-3.
- Al-Daghri N, Bartlett WA, Jones AF, Kumar S (2002). „Role of leptin in glucose metabolism in type 2 diabetes.”. Diabetes, obesity & metabolism. 4 (3): 147—55. PMID 12047393. doi:10.1046/j.1463-1326.2002.00194.x.
- Sabath Silva EF (2002). „[Leptin]”. Rev. Invest. Clin. 54 (2): 161—5. PMID 12053815.
- Thomas T, Burguera B (2003). „Is leptin the link between fat and bone mass?”. J. Bone Miner. Res. 17 (9): 1563—9. PMID 12211425. doi:10.1359/jbmr.2002.17.9.1563.
- Kraemer RR, Chu H, Castracane VD (2002). „Leptin and exercise.”. Exp. Biol. Med. (Maywood). 227 (9): 701—8. PMID 12324651.
- Waelput W, Brouckaert P, Broekaert D, Tavernier J (2003). „A role for leptin in the systemic inflammatory response syndrome (SIRS) and in immune response.”. Current drug targets. Inflammation and allergy. 1 (3): 277—89. PMID 14561193. doi:10.2174/1568010023344634.
- Stenvinkel P, Pecoits-Filho R, Lindholm B (2004). „Leptin, ghrelin, and proinflammatory cytokines: compounds with nutritional impact in chronic kidney disease?”. Advances in renal replacement therapy. 10 (4): 332—45. PMID 14681862. doi:10.1053/j.arrt.2003.08.009.
- Cohen P, Ntambi JM, Friedman JM (2004). „Stearoyl-CoA desaturase-1 and the metabolic syndrome.”. Curr. Drug Targets Immune Endocr. Metabol. Disord. 3 (4): 271—80. PMID 14683458. doi:10.2174/1568008033340117.
- Sahu A (2004). „Leptin signaling in the hypothalamus: emphasis on energy homeostasis and leptin resistance.”. Frontiers in neuroendocrinology. 24 (4): 225—53. PMID 14726256. doi:10.1016/j.yfrne.2003.10.001.
- Elefteriou F, Karsenty G (2004). „[Bone mass regulation by leptin: a hypothalamic control of bone formation]”. Pathol. Biol. 52 (3): 148—53. PMID 15063934. doi:10.1016/j.patbio.2003.05.006.
- Blüher S, Mantzoros CS (2004). „The role of leptin in regulating neuroendocrine function in humans.”. J. Nutr. 134 (9): 2469S—2474S. PMID 15333744.
- Farooqi S, O'Rahilly S (2007). „Genetics of obesity in humans.”. Endocr. Rev. 27 (7): 710—18. PMID 17122358. doi:10.1210/er.2006-0040.

## Spoljašnje veze
- Leptin
- Leptin: Vaš mozak, apetit i gojaznost
- Leptin/grelin i njihova uloga u gojaznosti
- Leptin
- Leptin na